# Mitch Petrus
Mitch Petrus (Carlisle, 11 maggio 1987 – Little Rock, 19 luglio 2019) è stato un giocatore di football americano statunitense che ha giocato nel ruolo di guardia nella National Football League (NFL). Fu scelto nel corso del quinto giro (147º assoluto) del Draft NFL 2010 dai New York Giants. Al college ha giocato a football all'Università dell'Arkansas.
È scomparso nel 2019 all'età di 32 anni a seguito di un colpo di calore.

## Carriera professionistica

### New York Giants
Petrus fu scelto nel corso del quinto giro del Draft 2010 New York Giants. Nella sua stagione da rookie disputò 11 partite, nessuna delle quali come titolare.
Nella stagione 2011, Petrus disputò 6 partite, di cui 3 come titolare. I Giants conclusero la stagione con un record di 9-7, qualificandosi per un soffio ai playoff grazie alla vittoria decisiva sui Cowboys. Nella off-season, essi eliminarono nell'ordine gli Atlanta Falcons, i favoritissimi e campioni in carica Green Bay Packers e nella finale della NFC i San Francisco 49ers. Il 5 febbraio 2012, Petrus nel Super Bowl XLVI, vinto contro i New England Patriots 21-17, si laureò per la prima volta campione NFL. Il 3 novembre 2012 fu svincolato.

### New England Patriots
Il 13 novembre 2012, Petrus firmò con i New England Patriots. Fu svincolato il 3 novembre.

### Tennessee Titans
L'ultimo mese della stagione regolare 2012, Petrus lo passò con i Tennessee Titans che a fine anno non gli rinnovarono il contratto.

## Palmarès
- Super Bowl : 1

New York Giants: Super Bowl XLVI
- National Football Conference Championship: 1

New York Giants: 2011

## Statistiche
| Partite totali             | 27 |
| Partite totali da titolare | 4  |

Statistiche aggiornate alla stagione 2013